# Mesut Bakkal
Mesut Bakkal (Kırıkkale, 19 marzo 1964) è un allenatore di calcio ed ex calciatore turco, di ruolo centrocampista, tecnico dell'Amed.